# Hochwasserrückhaltebecken Wental
Das Hochwasserrückhaltebecken Wental (laut offiziellem Schild des Wasserverbands Wedel-Brenz vor Ort: der Staudamm Wental) ist ein Hochwasserrückhaltebecken bei Steinheim am Albuch im Landkreis Heidenheim in Baden-Württemberg.

## Beschreibung
Benannt ist das mit einem 17 Meter hohen Staudamm abgesperrte Becken nach dem Wental – einem Trockental in der nordöstlichen Schwäbischen Alb, dessen unteren Teil der Staudamm quert. Im Wental floss vor 150 Millionen Jahren ein Ast des Wasserlaufs, der am Unterlauf heute Wedel oder Wentel genannt wird und in Heidenheim in die Brenz mündet. Als sich das damalige Jurameer zurückzog, verkarstete die Alb; seitdem versickern die Niederschläge fast immer vollständig im Karst.
Bei sehr seltenen Starkregen oder lang anhaltenden Niederschlägen sowie während einer abrupten Schneeschmelze können jedoch bedeutende Wassermengen abfließen, die durch Steinheim hindurch sogar bis in die Innenstadt des nahegelegenen Heidenheims gelangen könnten. Durch das Rückhaltebecken werden solche Abflüsse aufgefangen oder zumindest vermindert.

Ausgewählte Bilder des Hochwasserrückhaltebeckens Wental
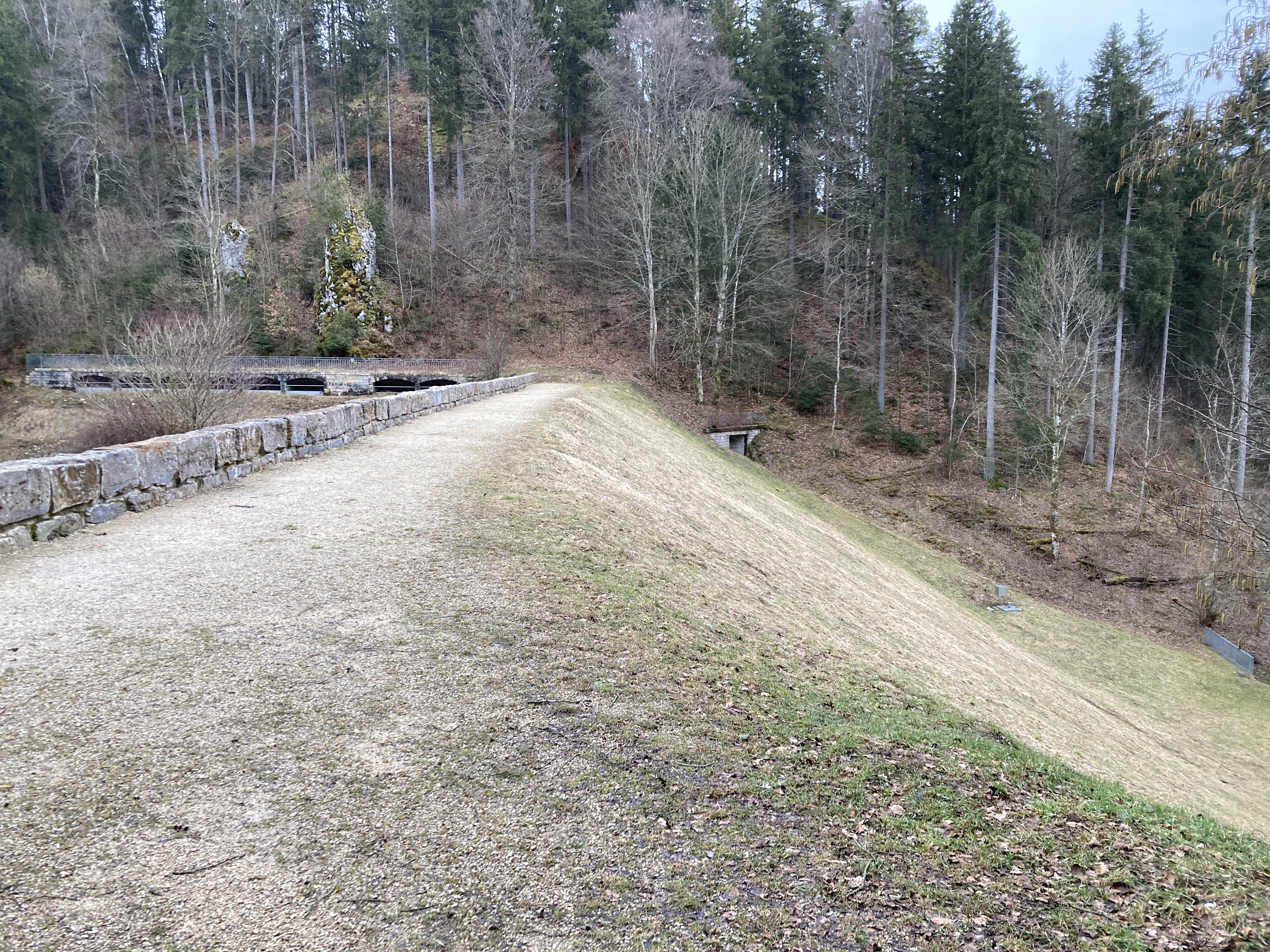
Hochwasserrückhaltebecken Wental (2022), Dammkrone mit Überlauf
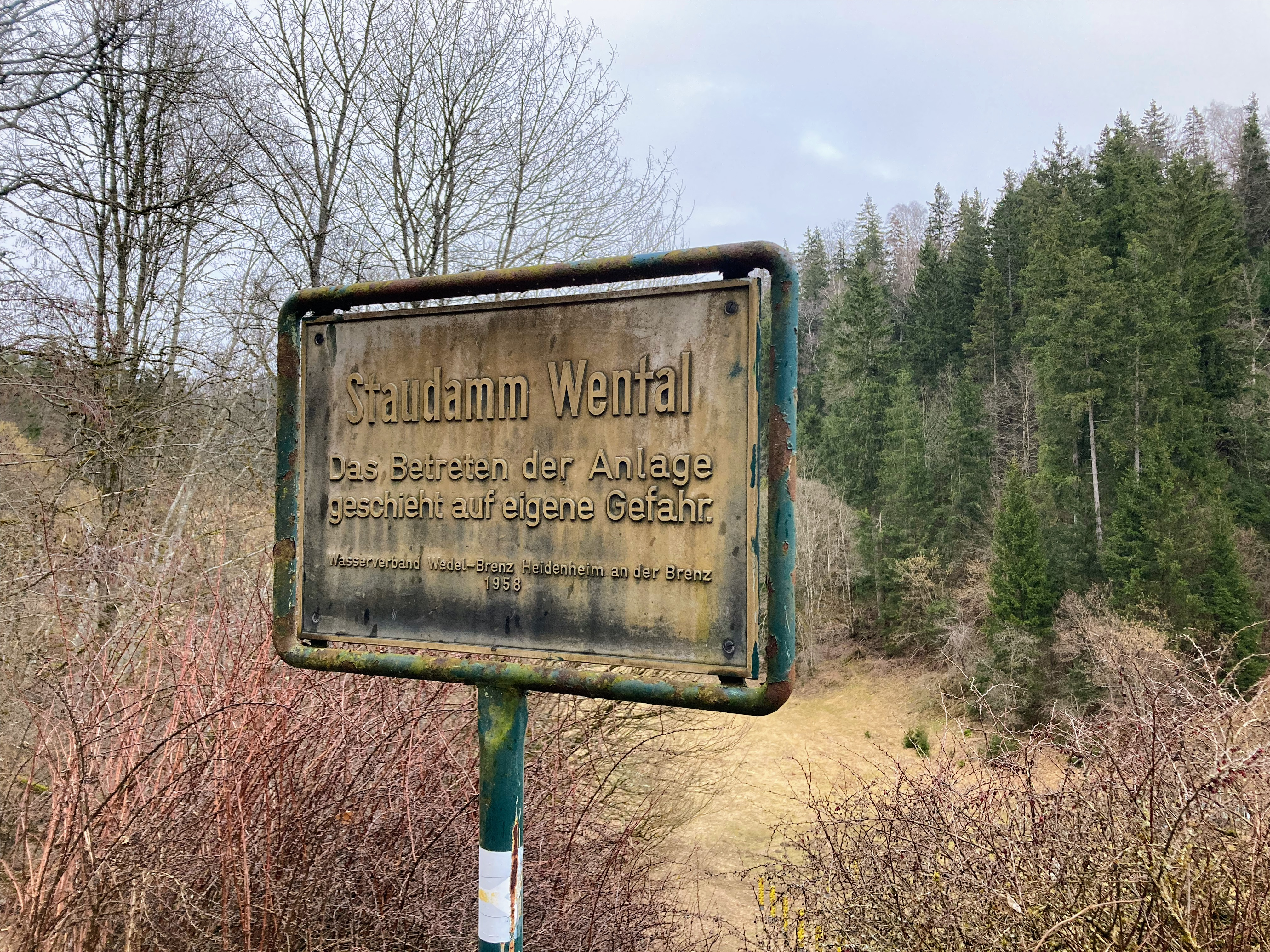
Hochwasserrückhaltebecken Wental (2022), Schild
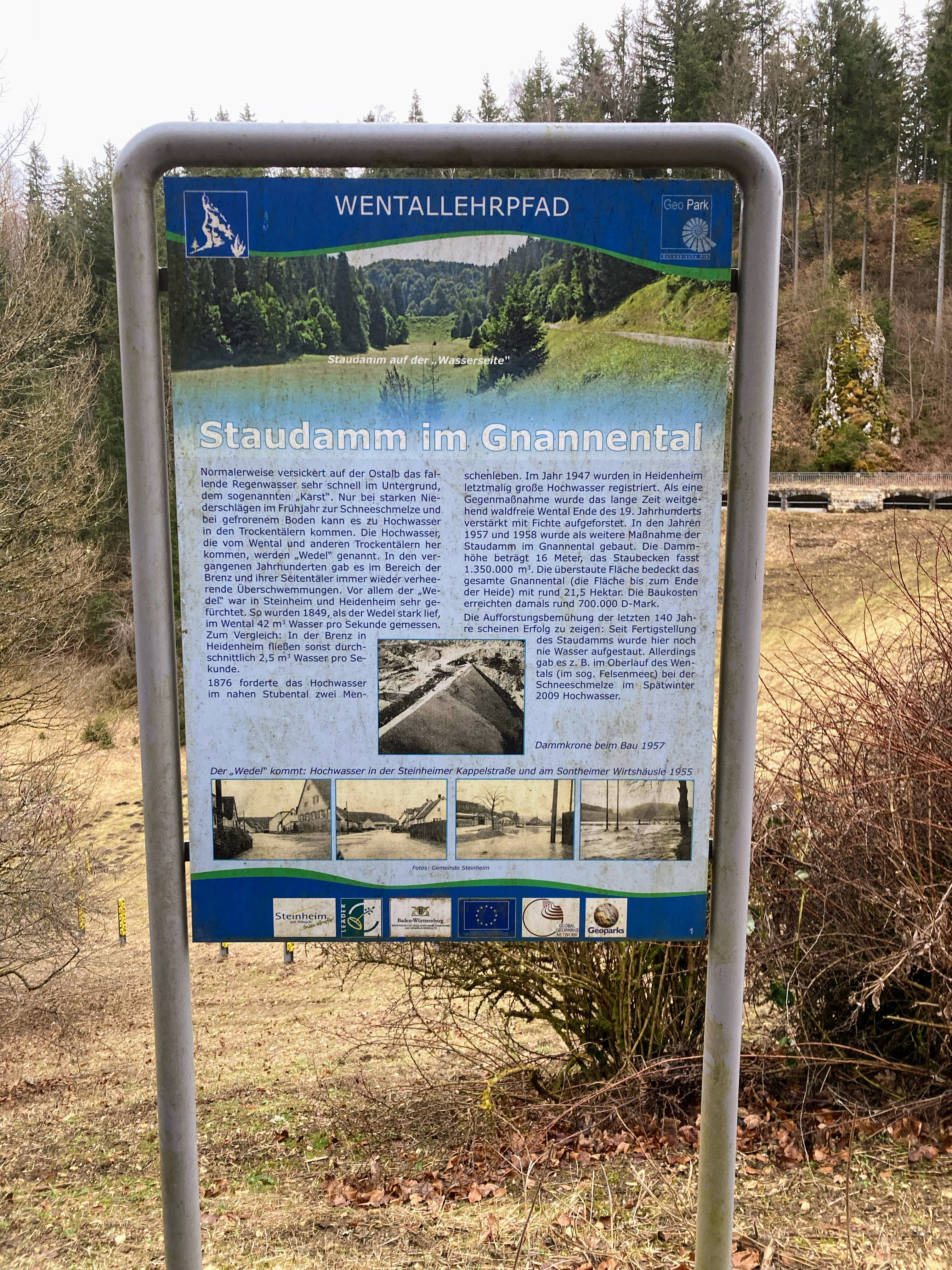
Hochwasserrückhaltebecken Wental (2022), Tafel
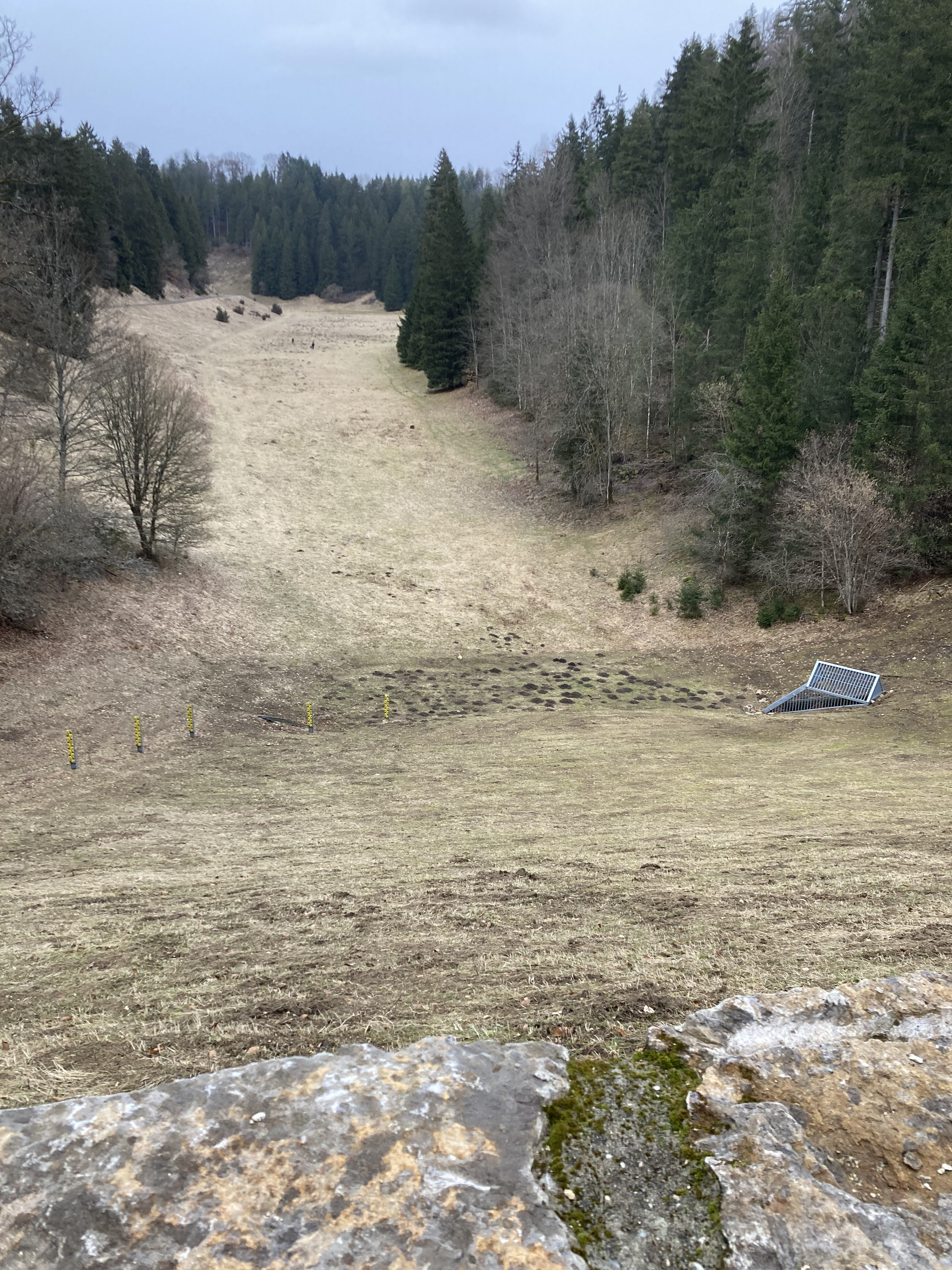
Hochwasserrückhaltebecken Wental (2022), Wasserseite Gnannental mit Grundablass

## Wasserverband
Das Hochwasserrückhaltebecken Wental gehört dem Wasserverband Wedel-Brenz und wurde in den Jahren 1957/58 erbaut.